# Toro Rosso STR5
La Toro Rosso STR5 è la vettura di Formula 1 costruita dalla Toro Rosso, per partecipare al Campionato del Mondo 2010 di Formula 1. È stata presentata al Circuito Ricardo Tormo di Valencia il 1º febbraio 2010.
La vettura rappresenta la prima interamente concepita e costruita a Faenza da quando la Minardi è stata rilevata dalla Red Bull. Fino al 2009 la vettura veniva concepita dalla Red Bull Technology. Il motore è, anche in questa stagione, fornito dalla Ferrari.

## Livrea e Sponsor
La vettura ha una livrea classica blu e rossa scura, con il disegno di un toro rosso in carica sul cofano motore.
Gli sponsor sfoggiati dalla Toro Rosso nel 2010 includono brand del tipo: il soft drink Red Bull Cola posto sulle parti laterali dell'alettone posteriore; la compagnia telefonica Red Bull Mobile posto sull’end plate dell'ala anteriore e sul main plate dell'ala posteriore, il sito web di informazioni Speed Week posto accanto al logo Red Bull sulle pance laterali e sempre in quel punto, spicca anche il logo dell’azienda di elettronica  Siemens ed infine spicca, sul musetto anteriore, il logo della Bridgestone fornitrice delle gomme all’ultimo anno di attività, sostituita l'anno dopo dall’italiana Pirelli.

## Aspetti tecnici
La vettura risponde alle modifiche del regolamento che impongono un serbatoio più capace, essendo stato abolito il rifornimento durante la gara. La vettura è più lunga con una maggiore dimensione nella parte posteriore. La vettura inoltre è stata progettata per accogliere in maniera più adeguata il doppio diffusore che nella vettura precedente venne inserito a stagione in corso.

## Scheda tecnica
- Lunghezza: -
- Larghezza: -
- Altezza: -
- Peso: 620 Kg min.
- Carreggiata anteriore: -
- Carreggiata posteriore: -
- Passo: -
- Telaio: materiali compositi, a nido d'ape con fibre di carbonio
- Trazione: posteriore
- Frizione:Multidisco
- Cambio: longitudinale, 7 marce e retromarcia (comando semiautomatico sequenziale a controllo elettronico)
- Differenziale:
- Freni: Anteriori: a disco autoventilanti in carbonio della Brembo / Posteriori: a disco autoventilanti in carbonio della Brembo
- Motore: Ferrari 056 - 18.000 RPM 18000
  - Num. cilindri e disposizione: 8 a V 90°
  - Cilindrata: 2.400 cm³
  - Alesaggio: -
  - Distribuzione:
  - Valvole: 4 al cilindro per un totale di 32
  - Materiale blocco cilindri:
  - Olio: Royal Dutch Shell Helix Ultra
  - Benzina: Royal Dutch Shell V-Power ULG-66L/2
  - Peso: 95 kg (minimo regolamentare)
  - Alimentazione: Iniezione elettronica Magneti Marelli
  - Accensione: Elettronica Magneti Marelli
- Sospensioni:

Anteriori: indipendenti con puntone e molla di torsione anteriore/posteriore 
Posteriori: indipendenti con puntone e molla di torsione anteriore/posteriore
- Pneumatici: Bridgestone
- Cerchi: 13"

## Piloti
| Piloti ufficiali         | Piloti ufficiali  | Piloti ufficiali |
| Nazione                  | Nome              | Numero           |
| ------------------------ | ----------------- | ---------------- |
| Svizzera (bandiera)      | Sébastien Buemi   | 16               |
| Spagna (bandiera)        | Jaime Alguersuari | 17               |
| Piloti di riserva        |                   |                  |
| Nazione                  | Nome              | Nome             |
| Nuova Zelanda (bandiera) | Brendon Hartley   | Brendon Hartley  |
| Australia (bandiera)     | Daniel Ricciardo  | Daniel Ricciardo |
| Regno Unito (bandiera)   | David Coulthard   | David Coulthard  |
| Francia (bandiera)       | Jean-Éric Vergne  | Jean-Éric Vergne |

## Stagione

### Test
Lo stesso giorno della presentazione la vettura svolge i primi test sulla pista di Valencia dal 1° al 3 febbraio. Nei primi due giorni la vettura è stata guidata da Sébastien Buemi, mentre l'ultimo giorno da Jaime Alguersuari, con dei buoni riscontri cronometrici.
La bontà della vettura si conferma anche nei test di Jerez dal 10 al 13 febbraio. Buemi ha il secondo miglior tempo il primo giorno, in un test caratterizzato anche dalla pioggia. Lo svizzero, il giorno seguente, si confermava al secondo posto, dopo aver fatto segnare il miglior tempo nella parte mattutina delle prove. Il giorno seguente Alguersuari coglieva il miglior tempo dell'intera giornata, l'unico a scendere sotto il minuto e venti secondi a giro. Anche nella successiva sessione di test di Jerez la vettura viene utilizzata due giorni per uno per ciascun pilota, sempre con tempi abbastanza interessanti. Nell'ultima tornata di test, svolti a Barcellona c'è ancora da segnalare il secondo miglior tempo di Buemi il 27 febbraio.
Dopo aver svolto tutti i test collettivi previsti, la monoposto ha compiuto un ultimo test privato presso l'Autodromo Enzo e Dino Ferrari di Imola il 2 marzo, su un circuito che torna a ospitare una vettura di F1 dopo 4 anni.

### Campionato

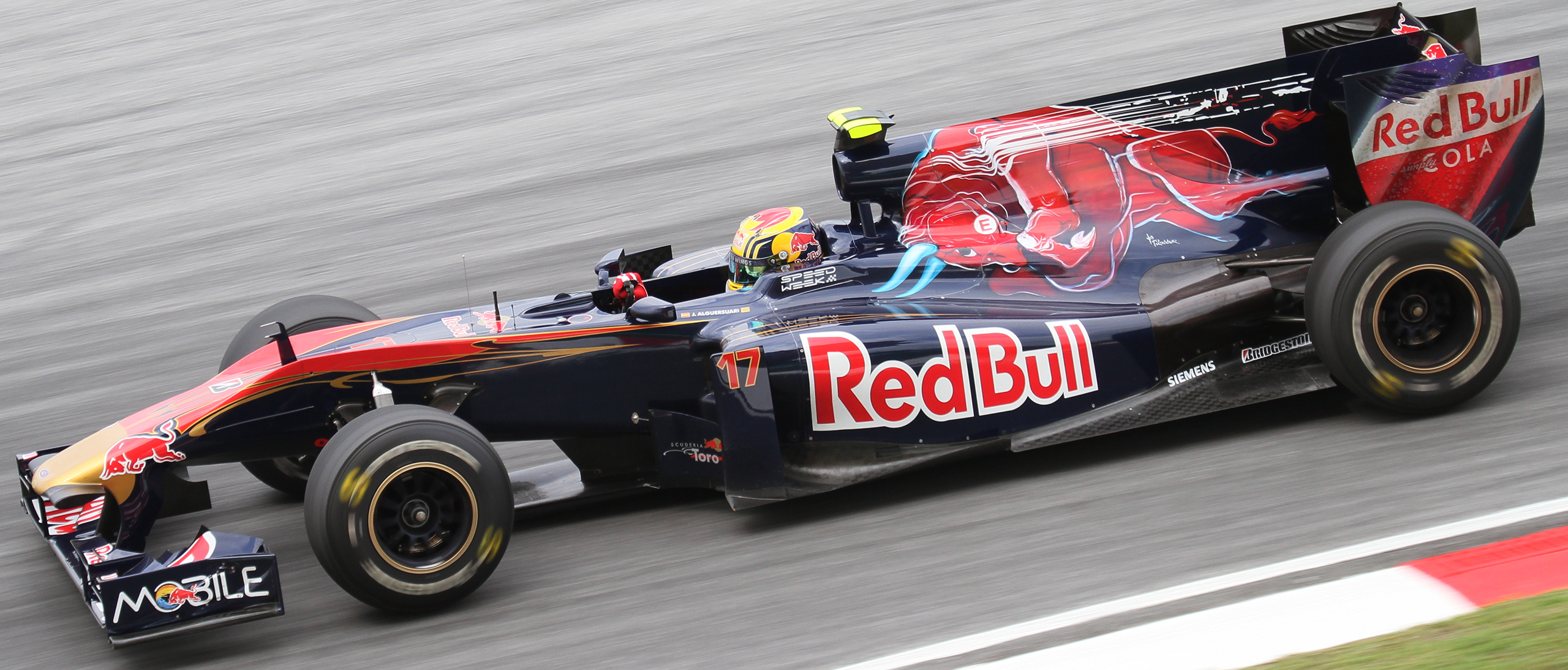
Alguersuari ha ottenuto i suoi primi punti al Gran Premio della Malesia diventando il secondo pilota più giovane a ottenere punti per il campionato

Nelle prime 5 gare della stagione vengono raccolti 3 punti, tutti fatti segnare da Jaime Alguersuari. A Monaco Buemi fa segnare il suo primo punto stagionale, complice la penalizzazione di Michael Schumacher. In Canada Buemi guida per un giro la gara, per la prima volta in carriera, exploit che la scuderia non raggiungeva dal Gran Premio del Giappone 2008.
Nella seconda parte della stagione gli arrivi a punti sono rari, tanto che la scuderia chiude nona, davanti solo alle tre case neoentrate in F1.

## Risultati in Formula 1
| Anno | Team                | Motore             | Gomme | Piloti      |    |     |    |     |     |    |    |    |    |     |     |     |    |    |    |    |     |    |    | Punti | Pos. |
| ---- | ------------------- | ------------------ | ----- | ----------- | -- | --- | -- | --- | --- | -- | -- | -- | -- | --- | --- | --- | -- | -- | -- | -- | --- | -- | -- | ----- | ---- |
| 2010 | Scuderia Toro Rosso | Ferrari 056 2.4 V8 | B     | Buemi       | 16 | Rit | 11 | Rit | Rit | 10 | 16 | 8  | 9  | 12  | Rit | 12  | 12 | 11 | 14 | 10 | Rit | 13 | 15 | 13    | 9º   |
| 2010 | Scuderia Toro Rosso | Ferrari 056 2.4 V8 | B     | Alguersuari | 13 | 11  | 9  | 13  | 10  | 11 | 12 | 12 | 13 | Rit | 15  | Rit | 13 | 15 | 12 | 11 | 11  | 11 | 9  | 13    | 9º   |

| Legenda | 1º posto     | 2º posto | 3º posto    | A punti         | Senza punti/Non class.  | Grassetto – Pole position Corsivo – Giro più veloce |
| Legenda | Squalificato | Ritirato | Non partito | Non qualificato | Solo prove/Terzo pilota | Grassetto – Pole position Corsivo – Giro più veloce |